# Nuno de Mendonça, 2.º conde de Vale de Reis

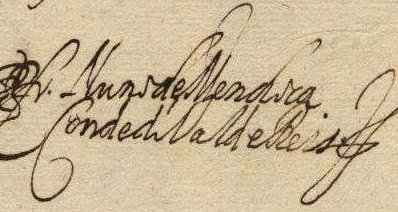
Assinatura de Nuno de Mendoça como testemunha no ingresso de João Luís de Vasconcelos na Ordem de Cristo (1643)

Nuno de Mendonça ou Nuno de Mendoça (1612-1692), 2º conde de vale de Reis, neto do 1º conde homónimo que foi vice-rei de Portugal no tempo do reinado de Filipe IV de Espanha em Portugal.
Além do título de conde, foi alcaide-mor de Faro, Loulé e Albufeira, senhor das comendas de Santa Maria de Vila Cova e Armamar, gentil homem da câmara do príncipe D. Teodósio, do Conselho de Estado de D. Afonso VI e de D. Pedro II, mordomo-mor da infanta D. Isabel Josefa. Casou com D. Luísa de Castro Moura, filha de Rui de Moura Teles, senhor de Póvoa e Meadas Foram pais de D. Rodrigo de Moura Teles, arcebispo de Braga.
Após a restauração, em Julho de 1641, esteve detido em virtude de o seu nome ter sido referido como fazendo parte do grupo de nobres portugueses aliados do deposto Filipe III e da tentativa de contra-golpe em que planeavam o assassinato do novo rei João IV, e em que estaria implicada a Inquisição Portuguesa, e que culminou com a condenação do arcebispo de Braga Sebastião de Matos Noronha, e a execução de Luís de Noronha e Meneses, marquês de Vila Real, seu filho Pedro de Noronha e Meneses, conde de Caminha, e outros mais, a 29 de Agosto de 1641.
Exerceu as funções de Governador-Geral das Armas do Reino do Algarve por 3 períodos, o 1º em 1646, o 2º de 1651 a 1658, e o 3º de 1667 a 1671.
Foi responsável, no contexto da Guerra da Restauração no Algarve, responsável pelo reforço da defesa costeira, erigindo os fortes de São Lourenço, em Faro, São Sebastião em Castro Marim, o Forte de Cacela, e finalmente, o de São João da Barra, em Tavira. Neste último, dos que está em melhor estado, a porta de acesso é encimada por uma lápide contendo o seu nome. 
Esteve também implicado nas ordens de reforço da Ponte Romana de Tavira sobre o Rio Gilão, no contexto das obras de defesa da cidade.
De acordo com , era ainda comendador de Santa Maria de Villa Cova, S. Miguel de Armamar, S. Salvador de Monte Corveda e Santo André Theozello. 
Foi provedor de Santa Casa da Misericórdia de Lisboa por 3 períodos: 1663-64, 1675-76, e 1685-86. 
Foi ainda, e de acordo, com a mesma fonte, Gentil-Homem da Câmara do Príncipe D. Teodósio, Presidente do Senado da Câmara, e depois do Conselho Ultramarino, e do Conselho de Estados dos reis Afonso VI e Pedro II . Chegou a ser proposto para vedor da Fazenda, que não chegou a assumir por ter falecido antes de tomar posse, em 1692.  